# Льянкиуэ
Льянкиуэ (исп. Llanquihue) — город в Чили. Административный центр одноимённой коммуны. Население — 11 447 человек (2002).   Город и коммуна входит в состав провинции Льянкиуэ и области Лос-Лагос.
Территория коммуны —  420,8 км². Численность населения — 17 720 жителей (2007). Плотность населения — 42,11 чел./км².

## Расположение
Город расположен на берегу одноимённого озера и берегах вытекающей из озера реки Маульин, в 25 км на север от административного центра области города Пуэрто-Монт.
Коммуна граничит:
- на севере — c коммуной Фрутильяр
- на востоке — с коммуной Пуэрто-Варас
- на юге — c коммуной Пуэрто-Варас
- на западе — c коммунами Фресия, Лос-Муэрмос

## Демография
Согласно сведениям, собранным в ходе переписи Национальным институтом статистики,  население коммуны составляет 17 720 человек, из которых 8796 мужчин и 8924 женщины.
Население коммуны составляет 2,23 % от общей численности населения области Лос-Лагос. 20,48 %  относится к сельскому населению и 79,52 % — городское население.

### Важнейшие населенные пункты коммуны
- Льянкиуэ (город) — 11 447 жителей
- Лос-Пельинес(поселок) — 1281 житель